# Catedrala Sfântul Gheorghe din Timișoara

Interior

Catedrala Sfântul Gheorghe din Timișoara sau Domul Romano-Catolic este catedrala Episcopiei Romano-Catolice de Timișoara și unul din monumentele emblematice ale orașului. Edificiul are hramul Sfântului Gheorghe și a fost construit între anii 1736–1774.

## Istoric
Construcția a durat peste 2 decenii, în 2 etape: 1736-1751 și 1755-1774. Monumentul este realizat în stil baroc din cărămidă și are decorații din piatră și stuc. Turlele au o înălțime redusă, determinată de apropierea zidului cetății. Interiorul este bogat și somptuos, remarcându-se cele 9 altare decorate în stil baroc și rococo, sculptate de vienezul Johan Müller, împodobite cu icoane vechi, orga construită în 1908 de Leopold Wegenstein, dar si ușile de stejar ornamentate cu grilaje din nichel pur. 
Domul Romano-Catolic (Catedrala Romano-Catolică) este considerat a fi cea mai unitară și reprezentativă construcție barocă a Timișoarei și una dintre cele mai valoroase existente în Banat.
Proiectul inițial, posibil a fi realizat de Joh. Jacob Schelblauer (consilier al orașului Viena), a fost materializat între anii 1736 și 1774, iar execuția arată, în ciuda celor patru constructori (Kaspar Dissel, Johann Lechner, Carl Alexander Steinlein, Johann Theodor Kostka), ce s-au succedat la conducerea lucrărilor, o stăpânire perfectă a tehnicilor barocului. La decorația interioară au participat artiști renumiți ca Michael Angelo Unterberger (pictor și director al Academiei artelor frumoase din Viena), la pictarea altarului principal (1754), sculptorul vienez Johann Joseph Rossler, prin statuile sfântului Carol Boromeus (în stânga altarului), a sfintei Tereza de Ávila (în dreapta altarului) și a perechii de heruvimi care domină ornamentația din partea centrală a altarului, precum și Johann Schopf (1772), la decorarea altarelor laterale.

## Prezent
Serviciile liturgice se desfășoară în limbile română, maghiară, germană, bulgară și croată. 

## Cripta
În cripta catedralei sunt înmormântați episcopii Diecezei de Cenad din secolul al XVIII-lea până în secolul XX, începând cu Nikola Stanislavich.